# Francesco Aprile
Francesco Aprile, kallad Il Lombardo, född i Carona, Lombardiet, död 1685, var en italiensk barockskulptör. Han var elev till Ercole Ferrata.
Ett av Francesco Apriles främsta verk är gravmonumentet över Pietro och Francesco Bolognetti (1681) i den överdådigt utsmyckade barockkyrkan Gesù e Maria i Rom. I kyrkan Sant'Anastasia nedanför Palatinen har Aprile utfört den liggande skulpturen föreställande helgonet Anastasia (fullbordad av Ercole Ferrata 1686). Aprile fann inspiration till sin skulptur från Stefano Madernos Heliga Cecilia och Berninis Saliga Ludovica Albertoni.

## Verk i urval
- Den heliga Anastasia – högaltaret, Sant'Anastasia (fullbordad av Ercole Ferrata)[3][4]
- Gravmonument över Pietro och Francesco Bolognetti – Gesù e Maria[5][6]

## Bilder
| - Den heliga Anastasia. |